# Макбет (фільм, 1908)
«Макбет» (англ. «Macbeth») — чорно-білий німий американський фільм 1908 року режисера Джеймса Стюарта Блектона за мотивами п'єси Вільяма Шекспіра. Перша відома кіноверсія п'єси. Наразі невідомо, чи досі існує якась копія цього фільму.

## У ролях
| Актор             | Роль             |
| ----------------- | ---------------- |
| Вільям Ранус      | Макбет           |
| Пол Панцер        | Макдуф           |
| Чарльз Кент       | Дункан           |
| Луїза Карвер      | леді Макбет      |
| Едуар де Макс     |                  |
| Флоренція Лоуренс | гість на бенкеті |
| Флоренс Тернер    | гість на бенкеті |